# Canfeda Hatun
Saliha Canfeda Hatun (turco ottomano: صالحہ جان فدا خاتون, lett. "devota" e "anima"; ... – Costantinopoli, 1600) fu una dama di corte e confidente di Nurbanu Sultan e di suo figlio, Murad III.

## Biografia
Di origine circassa, Canfeda faceva parte dell'harem di Selim a Manisa quando questi era Sehzade e governatore della regione. Entrata a dar parte del personale amministrativo dell'harem, protesse Nurbanu Sultan, favorita di Selim e sua futura Haseki e moglie legale, quando questa era una giovane concubina, e rimase sua fedele alleata per tutta la vita man mano che questa saliva di rango nella gerarchia. Nurbanu ricambiò sempre le lealtà della donna. 
Quando nel 1566 Selim salì al trono Canfeda si trasferì nell'harem di Costantinopoli, dove venne nominata Kethüde (governante dell'harem), responsabile dell'istruzione delle nuove ragazze. Era in buoni rapporti con Ghazanfer Agha, capo eunuco dell'harem, e con Lala Kara Mustafa Pascià, statista rivale del Gran Visir Sokollu Mehmed Pascià. Insieme a Raziye Hatun, tesoriera, e Hubbi Hatun, poetessa, formò una fazione vicina alla famiglia regnante e poté acquisire grandi ricchezze e influenza. Il suo stipendio era compreso fra i 100 e i 200 aspri al giorno. Possedeva una villa e un giardino a Fındıklı. 
Era nota per gestire un traffico illegale di favori e ricatti al fine di arricchirsi, cosa che le valse l'antipatia del governo e dell'esercito, tant'è che, durante una rivolta del 1593 motivata dal ritardo nei pagamenti degli stipendi si salvò dal linciaggio solo grazie all'intervento del sultano Murad III stesso. Inoltre, sfruttò la sua posizione per garantire posizioni di prestigio ai suoi fratelli, Mahmud Pasha, beylerbey di Haleb, e Ibrahim Pasha, che entrò nel governo del Divan. 
Canfeda si schierò con Nurbanu contro Safiye Sultan, favorita e Haseki di Murad III, e contribuì a farla esiliare a Palazzo Vecchio. In cambio Nurbanu, in punto di morte, chiese al figlio di affidare a Canfeda la direzione dell'harem invece che a Safiye come sarebbe stata la regola, e il figlio acconsentì, anche se richiamò ugualmente Safiye accanto a sé. 
Alla morte di Murad nel 1595 Canfeda tentò di proteggere uno dei fratellastri di Mehmed III (il nuovo sultano, figlio di Murad III e Safiye Sultan), Şehzade Mustafa. Scoperta da Safiye, Mehmed III uccise Mustafa insieme a tutti i suoi altri fratellastri adempiendo la Legge del Fraticidio, mentre Canfeda cadde in disgrazia e fu esiliata al Palazzo Vecchio, mentre i suoi fratelli vennero giustiziati. Canfeda morì nel Palazzo intorno al 1600.

## Beneficenza
Canfeda si distinse nel campo della beneficenza. Nel 1584 costruì una moschea, un complesso religioso e una fontana a Costantinopoli, il cui costò superò i due milioni di aspri. Nel 1593 costruì un'altra moschea e un bagno pubblico nel Distretto di Beykoz. Inoltre restaurò e ampliò un sistema di acquedotti costruiti dal sultano Bayezid II, usando anche fondi messi a disposizione dal sultano Murad stesso. Il fatto che i lavori furono eseguiti dopo la morte della sua protettrice Nurbanu testimonia il suo alto rango.

## Cultura popolare
Nella serie tv storica Il secolo magnifico Canfeda Hatun è interpretata dall'attrice turca Kübra Kip.